# Patrick Wilson
Patrick Joseph Wilson (n. 3 iulie 1973, Norfolk, Virginia, SUA) este un actor și regizor american. Și-a început cariera în 1995, având roluri în piese de teatru muzical pe Broadway. A fost nominalizat la două premii Tony pentru interpretările din The Full Monty⁠(d) (2000–2001) și Oklahoma!⁠(d) (2002). A apărut în miniseria HBO Îngeri în America (2003), fiind nominalizat la Globul de Aur și la Premiile Emmy pentru rolul său.
Wilson a apărut în filme precum The Phantom of the Opera (2004), Hard Candy⁠(d) (2005), Little Children⁠(d) (2006), Cei ce veghează (2009) și The A-Team⁠(d) (2010). A devenit cunoscut atât pentru rolul din seria de filme Insidious⁠(d) (2010-2023), cât și pentru interpretare lui Ed Warren în franciza Trăind printre demoni⁠(d) (2013 – prezent). Și-a făcut debutul regizoral cu lungmetrajul Insidious: Ușa roșie⁠(d) (2023).
În televiziune, Wilson a jucat în serialul dramatic A Gifted Man⁠(d) (2011–2012) și l-a interpretat pe Lou Solverson⁠(d) în cel de-al doilea sezon⁠(d) al serialului de antologie Fargo⁠(d) (2015), fiind nominalizat la la Globul de Aur pentru acest rol. În Universul Cinematografic DC⁠(d), l-a jucat pe răufăcătorul Ocean Master⁠(d) în Aquaman (2018).

## Biografie
Patrick Joseph Wilson s-a născut în Norfolk, Virginia pe 3 iulie 1973, fiul cântăreței Mary Kay Wilson și al prezentatorului de știri John Franklin Wilson. Acesta are doi frați mai mari: Paul, un director de publicitate, și Mark⁠(d), care a călcat pe urmele tatălui său și a devenit prezentator de știri pentru canalul WTVT⁠(d). Wilson a crescut în St. Petersburg, Florida și a studiat la Shorecrest Preparatory School⁠(d). În 1995, a obținut o diplomă de licență⁠(d) în teatru de la Universitatea Carnegie Mellon⁠(d).

## Cariera
În 1995, Wilson și-a făcut debutul în actorie cu rolul lui Chris Scott în producția teatrală Miss Saigon⁠(d). În anul următor, l-a interpretat pe Billy Bigelow în reprezentația Carousel⁠(d). În 1999, a jucat în rolul lui Jamie Conway în producția Off-Broadway⁠(d) Bright Lights, Big City⁠(d), iar mi târziu a debutat pe Broadway în The Full Monty (2000). Pentru interpretarea sa, Wilson a fost nominalizat la premiul Tony la categoria „cel mai bun actor într-o piesă de teatru muzical⁠(d)” și la premiul Drama Desk la categoria „cel mai bun actor într-o piesă de teatru muzical⁠(d)”.
În jurul anului 2000, Wilson a făcut parte din distribuția filmului My Sister's Wedding, însă acesta nu a fost lansat niciodată. A cântat melodia „On the Street Where You Live⁠(d)” din piesa de teatru My Fair Lady⁠(d) pentru actrița Julie Andrews în cadrul ceremoniei de decernare a premiilor Centrului Kennedy⁠(d) din 2001. În 2002, interpretarea sa din reprezentația Oklahoma! a fost apreciată de critici, iar Wilson a fost nominalizat a doua oară atât la premiile Tony, cât și la premiile Drama Desk. De asemenea, a fost lăudat pentru rolul mormonului republican Joe Pitt din miniseria dramatică Îngeri în America (2003), fiind nominalizat la Globul de Aur la categoria „cel mai bun actor într-un rol secundar într-o producție de televiziune” și la premiul Primetime Emmy⁠(d) la categoria „cel mai bun actor în rol secundar într-o miniserie sau film⁠(d).
În 2004, Wilson l-a interpretat pe William B. Travis în filmul The Alamo⁠(d). În același an, a jucat în filmul muzical Fantoma de la operă în rolul vicontelui Raoul de Chagny⁠(d). În anul următor, a apărut alături de Elliot Page în thrillerul psihologic Hard Candy.
În 2006, a jucat rolul lui Brad Adamson în Little Children.  În același an, a apărut în Running with Scissors⁠(d), film regizat de Ryan Murphy⁠(d) și nominalizat la Globul de Aur. L-a interpretat pe Brian Callahan în filmul independent Purple Violets⁠(d) (2007), scris și regizat de Edward Burns. În 2008, a jucat în filmul Lakeview Terrace⁠(d).
Wilson l-a jucat pe Dan Dreiberg / Nite Owl II⁠(d) în ecranizarea romanului grafic Watchmen⁠(d) de către Zack Snyder. Actorul s-a îngrășat 11 kilograme după filmarea scenelor flashback în rolul tânărului Nite Owl II. Pe 19 octombrie 2010, a cântat „God Bless America⁠(d)” pe Yankee Stadium în timpul celei de-a șaptea reprize a meciului #4 din campionatul american de baseball⁠(d) dintre Texas Rangers⁠(d) și New York Yankees. Pe 20 noiembrie 2010, a cântat imnul național al Statelor Unite înainte de primul meci de fotbal desfășurat pe noul stadion între Army Black Knights⁠(d)și Notre Dame Fighting Irish⁠(d).
A fost principalul antagonist în The A-Team⁠(d) din 2010 și a apărut împreună cu Rose Byrne⁠(d) în filmul de groază Insidious. Și-a reluat rolul pentru continuarea Insidious: Capitolul 2⁠(d) din 2013. În același an, l-a interpretat pe celebrul investigator paranormal Ed Warren în filmul Trăind printre demoni, iar actrița Vera Farmiga a jucat rolul soției sale, Lorraine Warren. Filmul a fost apreciat de critici și a devenit unul dintre cele mai de succes filme de groază în materie de încasări din toate timpurile. Și-a reluat rolul în continuarea Trăind printre demoni 2 , lansată pe 10 iunie 2016.
În ianuarie 2014, Wilson a fost anunțat că va interpreta personajul principal în cel de-al doilea sezon al serialului de antologie Fargo⁠(d). A fost nominalizat la Globul de Aur la categoria „cel mai bun actor într-o miniserie” în 2015 pentru acest rol. În luna martie a aceluiași an, Wilson a obținut un rol nespecificat în filmul Omul furnică, dar mai târziu a părăsit distribuția ca urmare a numeroaselor întârzieri cauzate de producția filmului. L-a interpretat pe Arthur O'Dwyer în filmul western Bone Tomahawk, fiind coleg de distribuție cu Kurt Russell și Matthew Fox.
A apărut în filmul biografic Fondatorul (2016), regizat de John Lee Hancock⁠(d), în rolul lui Rollie Smith. Filmul prezintă viața lui Ray Kroc⁠(d), fondatorul lanțului de restaurante fast-food McDonald's. În august 2016, Barbra Streisand a lansat albumul Encore: Movie Partners Sing Broadway⁠(d); aceasta și Wilson cânta împreună melodia „Loving You” din piesa de teatru muzical Passion⁠(d).
În 2018, Wilson a jucat în filmul thriller The Commuter⁠(d) al regizorului Jaume Collet-Serra⁠(d). L-a interpretat pe Ocean Master⁠(d) în filmul Aquaman din Universul Cinematografic DC și urmează să-și reia rolul în continuarea Aquaman și regatul pierdut (2023). Pe 8 noiembrie 2019, filmul de succes Bătălia de la Midway, regizat de Roland Emmerich, a fost lansat. Wilson face parte din distribuție alături de Ed Skrein, Mandy Moore⁠(d), Luke Evans, Aaron Eckhart, Nick Jonas, Dennis Quaid și Woody Harrelson.
Wilson și-a făcut debutul regizoral cu lungmetrajul Insidious: Ușa roșie⁠(d). Acesta a fost lansat pe 7 iulie 2023 în Statele Unite și reprezintă o continuare directă a celui de-al doilea film al francizei. Atât Wilson, cât și Ty Simpkins și-au reluat rolurile. Scott Teems⁠(d) a scris scenariul, iar Whannell, James Wan, Jason Blum⁠(d) și Oren Peli vor fi producători. Fan al formației suedeze de metal Ghost, a colaborat cu aceștia la melodia „Stay” de pe coloana sonoră a filmului.

## Viața personală
Wilson s-a căsătorit cu actrița polono-americană Dagmara Domińczyk în 2005. Cuplul are împreună doi fii și locuiesc în Montclair, New Jersey. Actrița Marika Domińczyk⁠(d) este cumnata sa.
În aprilie 2012, Wilson a susținut discursul principal în cadrul Universității Carnegie Mellon în care a vorbit despre amintirile sale din copilărie și despre cariera sa.

## Filmografie
| An   | Titlu                                  | Rol                                   | Note |
| ---- | -------------------------------------- | ------------------------------------- | --- |
| 2001 | My Sister's Wedding                    | Quinn                                 | Film nelansat |
| 2004 | The Alamo                              | William B. Travis                     | |
| 2004 | The Phantom of the Opera               | Viscount Raoul de Chagny              | Nominalizat—Satellite Award for Best Supporting Actor in a Motion Picture, Comedy or Musical |
| 2005 | Hard Candy                             | Jeff Kohlver                          | Nominalizat—Fangoria Chainsaw Award for Relationship from Hell (împreună cu Elliot Page) |
| 2006 | Little Children                        | Brad Adamson                          | Young Hollywood Award for Breakthrough Performance – Male Nominalizat—Awards Circuit Community Award for Best Cast Ensemble Nominalizat—Satellite award for Best Actor in a Motion Picture, Drama |
| 2006 | Running with Scissors                  | Michael Shephard                      | |
| 2007 | Purple Violets                         | Brian Callahan                        | |
| 2007 | Evening                                | Harris Arden                          | |
| 2007 | Brothers Three: An American Gothic     | Peter                                 | |
| 2008 | Life in Flight                         | Will Sargent                          | |
| 2008 | Lakeview Terrace                       | Chris Mattson                         | |
| 2008 | Passengers                             | Eric Clark                            | |
| 2009 | Watchmen                               | Dan Dreiberg / Nite Owl II            | |
| 2010 | Barry Munday                           | Barry Munday                          | |
| 2010 | The A-Team                             | Agent Lynch / Agent Vance Burress     | |
| 2010 | The Switch                             | Roland Nilson                         | |
| 2010 | Insidious                              | Josh Lambert                          | Nominalizat—Scream Award for Best Horror Actor |
| 2010 | Morning Glory                          | Adam Bennett                          | |
| 2011 | The Ledge                              | Joe Harris                            | |
| 2011 | Young Adult                            | Buddy Slade                           | |
| 2012 | Prometheus                             | Mr. Shaw                              | |
| 2013 | The Conjuring                          | Ed Warren                             | Nominalizat—Fright Meter Award for Best Actor |
| 2013 | Insidious: Chapter 2                   | Josh Lambert                          | Nominalizat—Fangoria Chainsaw Award for Best Actor Nominalizat—Fright Meter Award for Best Actor                                                                                                  |
| 2014 | Jack Strong                            | David Forden                          | |
| 2014 | Space Station 76                       | Captain Glenn Terry                   | |
| 2014 | Stretch                                | Kevin "Stretch" Brzyzowski            | |
| 2014 | Big Stone Gap                          | Jack MacChesney                       | |
| 2014 | Let's Kill Ward's Wife                 | David                                 | Producător |
| 2015 | Zipper                                 | Sam Ellis                             | |
| 2015 | Home Sweet Hell                        | Don Champagne                         | |
| 2015 | Bone Tomahawk                          | Arthur O'Dwyer                        | |
| 2016 | Batman v Superman: Dawn of Justice     | President of the United States (voce) | Rol cameo |
| 2016 | A Kind of Murder                       | Walter Stackhouse                     | |
| 2016 | The Hollow Point                       | Sheriff Wallace Skolkin               | |
| 2016 | The Conjuring 2                        | Ed Warren                             | |
| 2016 | The Founder                            | Rollie Smith                          | |
| 2018 | The Commuter                           | Alex Murphy                           | |
| 2018 | Nightmare Cinema                       | Eric Sr.                              | |
| 2018 | Aquaman                                | Orm Marius / Ocean Master             | Nominalizat—Teen Choice Award for Choice Movie Villain |
| 2019 | Annabelle Comes Home                   | Ed Warren                             | |
| 2019 | The Assistant                          | Famous actor                          | Rol cameo nemenționat |
| 2019 | In the Tall Grass                      | Ross Humboldt                         | |
| 2019 | Midway                                 | Edwin T. Layton                       | |
| 2021 | The Conjuring: The Devil Made Me Do It | Ed Warren                             | |
| 2022 | Moonfall                               | Brian Harper                          | |
| 2023 | Insidious: The Red Door                | Josh Lambert                          | Regizor |
| 2023 | The Nun II                             | Ed Warren                             | Rol cameo |
| 2023 | Aquaman and the Lost Kingdom †         | Orm Marius / Ocean Master             | Postproducție |

| An         | Titlu                    | Rol              | Note |
| ---------- | ------------------------ | ---------------- | --- |
| 2003       | Angels in America        | Joe Pitt         | 6 episoade; Online Film & Television Association Award for Best Supporting Actor in a Motion Picture or Miniseries Nominalizat—Golden Globe Award for Best Supporting Actor – Series, Miniseries or Television Film Nominalizat—Primetime Emmy Award for Outstanding Supporting Actor in a Limited Series or Movie Nominalizat—Satellite Award for Best Supporting Actor – Series, Miniseries or Television Film |
| 2006       | Tampa Bay: Living Legacy | Narator (voce)   | Documentar |
| 2009       | American Dad!            | Jim (voce)       | Episodul: „Wife Insurance” |
| 2011–2012  | A Gifted Man             | Dr. Michael Holt | 16 episoade |
| 2013, 2017 | Girls                    | Joshua           | 2 episoade; Nominalizat—Critics Choice Television Award for Best Guest Performer in a Comedy Series Nominalizat—Gold Derby Award for Best Guest Actor in a Comedy Series |
| 2015       | Fargo                    | Lou Solverson    | 10 episoade; Nominalizat—Critics Choice Television Award for Best Actor in a Movie/Miniseries Nominalizat—Gold Derby Award for Best Actor in a Television Movie/Miniseries Nominalizat—Golden Globe Award for Best Actor – Miniseries or Television Film Nominalizat—IGN Summer Movie Award for Best Television Actor Nominalizat—Saturn Award for Best Supporting Actor in a Series                             |
| 2019       | The Other Two            | Himself          | Episodul: „Chase Shoots a Music Video” |
| 2022       | Teen Titans Go!          | Himself (voice)  | Episodul: „365!” |
| 2022       | Little Demon             | Everette (voice) | Episodul: „Everybody's Dying for the Weekend” |

| An        | Titlu                   | Rol                             | Categorie    | Note |
| --------- | ----------------------- | ------------------------------- | ------------ | --- |
| 1995      | The Secret Garden       | Lieutenant Shaw                 | Regional     | |
| 1995      | Miss Saigon             | Marine / Slater u/s Chris Scott | Tur național | |
| 1996      | Carousel                | Billy Bigelow                   | Tur național | |
| 1997      | Harmony                 | Erwin "Chopin" Bootz            | Regional     | |
| 1999      | Bright Lights, Big City | Jamie Conway                    | Off-Broadway | Nominalizat—Drama Desk Award for Outstanding Actor in a Musical                                                    |
| 2000      | Tenderloin              | Tommy Howatt                    | Off-Broadway | Encores! |
| 2000–2001 | The Full Monty          | Jerry Lukowski                  | Broadway     | Nominalizat—Drama Desk Award for Outstanding Actor in a Musical Nominalizat—Tony Award for Best Actor in a Musical |
| 2002      | Oklahoma!               | Curly McLain                    | Broadway     | Nominalizat—Drama Desk Award for Outstanding Actor in a Musical Nominalizat—Tony Award for Best Actor in a Musical |
| 2006      | Barefoot in the Park    | Paul Bratter                    | Broadway     | |
| 2008–2009 | All My Sons             | Chris Keller                    | Broadway     | |
| 2014      | Guys and Dolls          | Sky Masterson                   | Concert      | Carnegie Hall |
| 2017      | Brigadoon               | Tommy Albright                  | Off-Broadway | eveniment special                                                                                                  |